# Ulamertorsuaq
Ulamertorsuaq (v grónstině:Velký cylindr) je hora na jihu Grónska, která díky své těžce přístupné západní stěně má značný význam mezi alpinisty.
Hora leží poblíž města Nanortalik u fjordu Tasermiut. Vrcholové partie hory mají složitou strukturu, existují čtyři vrcholy o nadmořské výšce 1858 metrů, 1843 metrů, 1829 metrů a 1825 metrů, pro horolezce je nejvýznamnější západní vrchol o nadmořské výšce 1843 metrů. Na severozápadní a severní straně se nachází dva menší ledovce.
Stejně jako sousední hora Ketil se Ulamertorsuaq vyznačuje až 1000 metrů vysokou žulovou stěnou. Zejména západní stěna má jméno u horolezců jako jedna z největších skalních stěn na světě, srovnatelná se stěnou El Capitan v Kalifornii nebo s Cerro Torre v Argentině. V roce 1977 byl Ulamertorsuaq pokořen poprvé francouzskými horolezci. V roce 1994 vylezli Stefan Glowacz, Kurt Albert a jejich kolegové nejznámější cestu Moby Dick, stupnice obtížnosti (IX+/A2).
Cesta Moby Dick byla v roce 1998 poprvé přelezena volně slovenským družstvem.